# Ladislau Bölöni
Ladislau lub László Bölöni (ur. 11 marca 1953 roku w Târgu Mureș) – rumuński trener piłkarski węgierskiego pochodzenia oraz piłkarz występujący na pozycji defensywnego pomocnika.

## Kariera piłkarska

### Kariera klubowa
Jest wychowankiem Chimicy Târnăveni, w którym grał do siedemnastego roku życia.

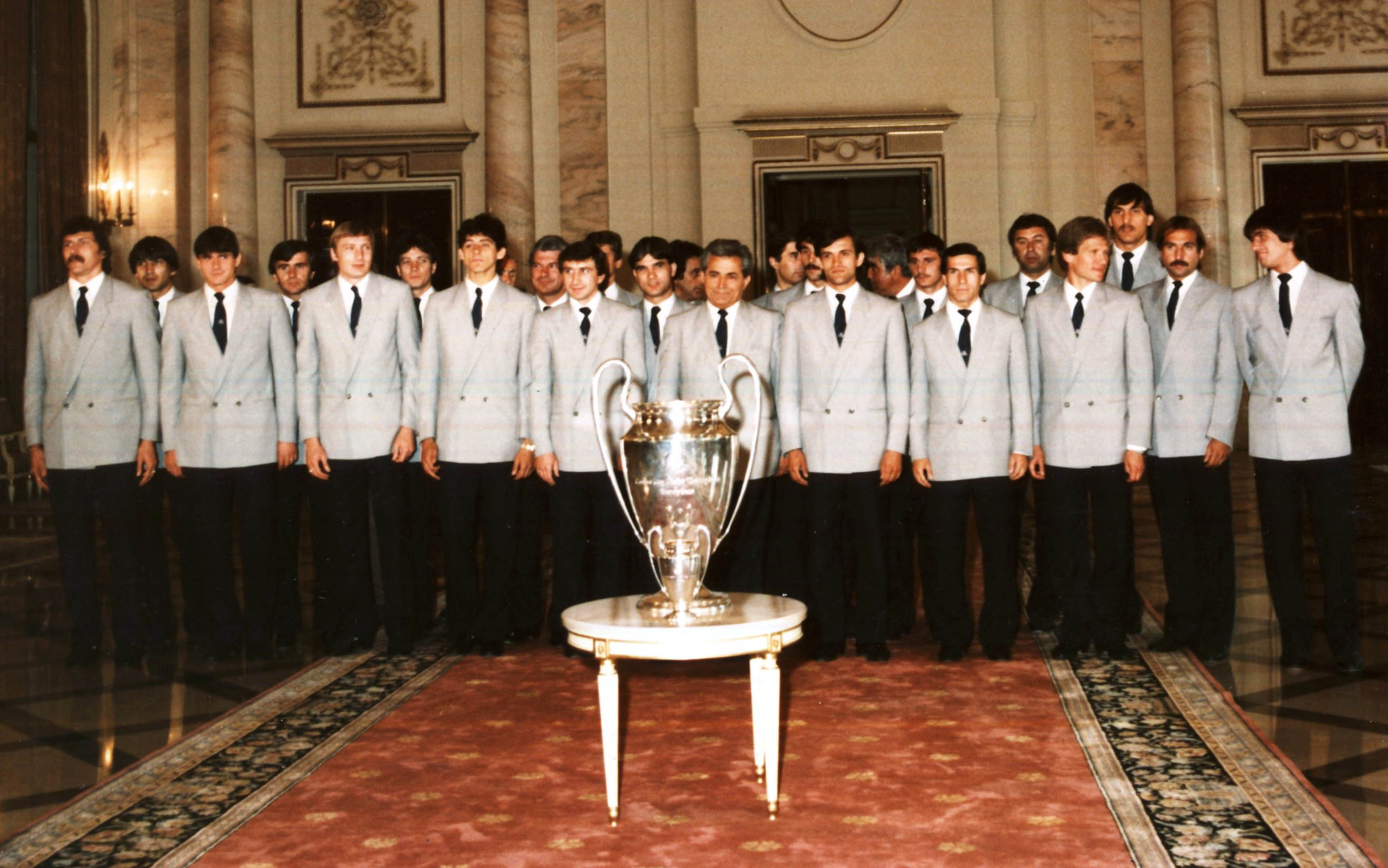
Piłkarze Steauy po zwycięstwie w PEMK 1985–1986

Później przez czternaście lat reprezentował barwy ASA Târgu Mureș. W latach 70. klub ten - po awansie do ekstraklasy w sezonie 1970-71 - należał przez jakiś czas do czołówki zespołów rumuńskich; najlepsze wyniki z tego okresu to wicemistrzostwo kraju w rozgrywkach 1974-75, dwukrotnie czwarte miejsce i raz trzecie. Zespół w tym czasie trzykrotnie uczestniczył w rozgrywkach o Puchar UEFA, jednak za każdym razem odpadał już w pierwszej rundzie: z Dynamem Drezno (1975-76), Dinamem Zagrzeb (1976-77) oraz AEK Ateny (1977-78). Partnerami Bölöniego byli m.in. reprezentanci Rumunii, Iuliu Hajnal i Andrej Fanici. Sam Bölöni oprócz sukcesów zespołowych, zdobył w okresie gry w tym klubie kilka wyróżnień indywidualnych, m.in. w 1977 roku został wybrany na najlepszego piłkarza w Rumunii.
W 1984, w wieku trzydziestu jeden lat, przeniósł się do Steauy Bukareszt. Trafił na jeden z najlepszych okresów w historii tego klubu; drużyna prowadzona wówczas przez Emerica Jeneia zdobyła w tym czasie trzy tytuły mistrza kraju, dwa Puchary Rumunii, a także - w sezonie 1985-86 – jako pierwsza z Rumunii wygrała Puchar Europejskich Mistrzów Krajowych. Bölöni, razem z Lucianem Bălanem, Anghelem Iordănescu, Mihaiem Majearu i Gavrilem Balintem, tworzył drugą linię zespołu. Po zdobyciu z nim Superpucharu Europy w 1987 roku (1:0 z Dynamem Kijów) zdecydował się na pierwszy w karierze transfer zagraniczny.
Miał wtedy trzydzieści cztery lata. Grał jeszcze przez pięć. Występował w tym czasie w drugoligowych klubach z Francji i Belgii.

### Kariera reprezentacyjna
W reprezentacji Rumunii zadebiutował 4 czerwca 1975 roku w meczu eliminacji do Igrzysk Olimpijskich 1976 z Danią (4:0). Występował w niej bez przerwy przez trzynaście lat, dzięki czemu łączna liczba meczów, jakie rozegrał w kadrze - 102 - długo była rekordem kraju. Dopiero w latach 90. więcej gier zaliczyli Dorinel Munteanu, Gheorghe Hagi i Gheorghe Popescu. Swój setny mecz Bölöni rozegrał zresztą przeciwko Polsce, 2 września 1987, zdobywając honorową bramkę dla swojego zespołu.
Jednak w latach 70. i 80. Rumuni nie zaliczali się do europejskiej czołówki, przez co piłkarz zagrał tylko na jednym wielkim turnieju, Euro 1984. Zespół, prowadzony wówczas przez Mirceę Lucescu, zdobył na tych mistrzostwach tylko jeden punkt (porażki z RFN i Portugalią oraz remis z Hiszpanią); Bölöni wystąpił we wszystkich spotkaniach od pierwszej do ostatniej minuty i strzelił gola Hiszpanom. W fazie eliminacji jednak Rumuni zdołali pokonać kilka wyżej notowanych zespołów: aktualnych mistrzów świata Włochów, brązowych medalistów ostatnich mistrzostw Europy Czechosłowaków oraz Szwedów. Bölöni zapamiętał szczególnie spotkanie z Włochami, które - dzięki jego bramce - zakończyło się zwycięstwem 1:0.
Po raz ostatni w kadrze zagrał 1 czerwca 1988 w towarzyskim meczu z Holandią (0:2).

## Kariera szkoleniowa
W 1992 roku rozpoczął pracę szkoleniową. Przez osiem lat związany był z AS Nancy, najpierw przez dwa sezony jako asystent Oliviera Rouyera. Po jego odejściu zaś został pierwszym zagranicznym trenerem w historii tego klubu. Prowadził go przez sześć lat, a w sezonie 1997–1998 wywalczył pierwszy od ośmiu lat awans do Ligue 1. Jednak już dwa lata później zespół powrócił na zaplecze ekstraklasy, a Bölöni, który nigdy nie pracował jako szkoleniowiec w Rumunii, zastąpił Emerica Ienei na stanowisku selekcjonera reprezentacji.
Wytrzymał na tym stanowisku tylko niecały rok. Podał się do dymisji niespodziewanie po zwycięstwach nad Węgrami i Litwą w eliminacjach do Mundialu 2002. Nie zdradził jej przyczyn. Najpewniej były nimi negocjacje z działaczami Sportingu, gdyż już kilka dni po rezygnacji Bölöni podpisał kontrakt właśnie z tym klubem. Jego kadencja na stanowisku selekcjonera zamknęła się na trzynastu meczach (8-2-3).
Kolejne pięć lat (2001–2006) to najlepszy okres w jego szkoleniowej karierze; ze Sportingiem zdobył mistrzostwo, Puchar i Superpuchar Portugalii, a później z Stade Rennais zajął wysokie czwarte miejsce w Ligue 1, gwarantujące grę w Pucharze UEFA, i awansował do półfinału Pucharu Francji.
Do Francji powracał jeszcze dwukrotnie, lecz z mniejszymi sukcesami. Krótko był szkoleniowcem AS Monaco (czerwiec - październik 2006) i RC Lens (styczeń - czerwiec 2011). Szczególnie bolesna była przygoda z Lens, gdyż klub pod jego wodzą zakończył sezon 2010–2011 na dziewiętnastym miejscu, które oznaczało spadek do II ligi.
Wysoką formę odzyskiwał w Belgii i Zjednoczonych Emiratach Arabskich. W okresie pracy ze Standardem Liège, w którym zastąpił Michela Preud’homme, zdobył mistrzostwo (2008–2009) i Superpuchar kraju. Współpracował w tym okresie m.in. z reprezentantami Belgii (Axel Witsel), Serbii (Milan Jovanović) i krajów afrykańskich (Mohamed Sarr i najlepszy strzelec zespołu, Dieumerci Mbokani). Także w praca w klubach arabskich, Al-Jazirze i Al-Wahda Abu Zabi, chociaż krótka, przyniosła wymierne efekty: pod jego wodzą zespoły zdobyły odpowiednio Puchar Zatoki Perskiej oraz mistrzostwo Zjednoczonych Emiratów Arabskich.
8 lipca 2011 Bölöni został zatrudniony w PAOK FC, z którym wystąpi w rozgrywkach Ligi Europy. Jednym z podopiecznych rumuńskiego trenera jest polski piłkarz Mirosław Sznaucner. Piłkarze PAOK-u w eliminacjach do rundy grupowej Ligi Europy pokonali Vålerenga Fotball (3:0 i 2:0) oraz Karpaty Lwów (2:0 i 1:1). W grach grupowych ich przeciwnikami będą drużyny Tottenhamu Hotspur, Rubinu Kazań oraz Shamrock Rovers.

## Sukcesy
| Kariera piłkarska - ASA Târgu Mureș - awans do ekstraklasy w sezonie 1970–1971 - wicemistrzostwo Rumunii 1975 - Steaua Bukareszt: - mistrzostwo Rumunii 1985, 1986 i 1987 - Puchar Rumunii 1985 i 1987 - Puchar Europejskich Mistrzów Krajowych 1985–1986 - Superpuchar Europy 1986 - Indywidualnie: - Piłkarz roku 1977 i 1983 w Rumunii | Kariera szkoleniowa - AS Nancy: - awans do Ligue 1 w sezonie 1997–1998 - Sporting CP: - Mistrzostwo Portugalii 2002 - Pucharu Portugalii 2002 - Superpuchar Portugalii 2002 - Stade Rennais: - IV miejsce w ekstraklasie w sezonie 2004–2005 - półfinał Pucharu Francji 2006 - Al-Jazira Club: - Puchar Zatoki Perskiej 2007 - Standard Liège: - mistrzostwo Belgii 2009 - Superpuchar Belgii 2008 - Al-Wahda Abu Zabi: - mistrzostwo Zjednoczonych Emiratów Arabskich 2010 - Indywidualnie: - Trener roku 2009 w Belgii |  |